# 布洛灣吊橋
布洛灣吊橋，原名山月吊橋，是位於臺灣太魯閣國家公園布洛灣遊憩區內的一座景觀人行吊橋，橫跨立霧溪太魯閣峽谷，高懸於布洛灣台地與巴達岡台地間，全長196公尺、寬度2.5公尺，橋面距立霧溪谷約153公尺，為臺灣跨深最高的吊橋。此橋始建於日治時期大正三年（1914年），2016年8月開始重建第四代橋梁，2019年5月橋體完工，接著興建周邊道路、步道、安全設施等，2020年8月12日後正式啟用並開放。2022年5月，尊重部落意願，以當地傳統地名更名為「布洛灣吊橋」。

## 設計與結構
布洛灣吊橋出入口位於布洛灣遊憩區，吊橋步道入口處設有管制閘口。於吊橋南岸和北岸都設有觀景平臺，吊橋及連通的景觀步道全線均採無障礙設計，讓身障人士、老年人、嬰幼兒都能夠輕鬆、安全的欣賞峽谷景致。

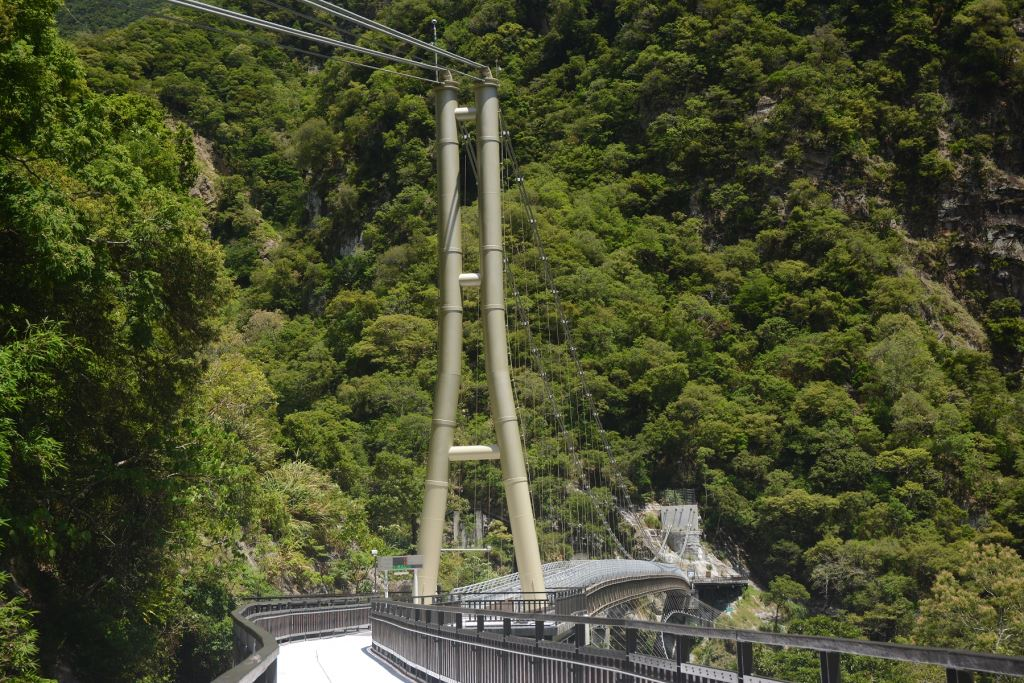
布洛灣吊橋的南側橋塔，設計採月字型，呼應其名稱。主纜線連至對面的北側錨碇座

吊橋全長196公尺、寬度2.5公尺，採用單橋台單跨的不對稱設計，僅於南岸設有橋塔以減少工程量。橋體主結構由一座橋台、兩座主錨碇座組成。橋台基座位於南岸布洛灣台地邊緣，為直徑5公尺、深8.5公尺的鋼筋水泥橋墩，上面設有高24公尺的皓月銀色「月」字形鋼構橋塔；錨碇座於南北兩岸各有一座，基座為直徑6公尺、深12公尺的鋼筋水泥墩。主鋼纜由南岸錨碇座上拉穿過南岸橋塔頂端鞍座，再連接到北岸錨碇座。兩座主錨碇座及橋台皆以預力地錨打入山壁岩體固定。橋面結構採用鋼構模組化設計，步道上面鋪設木板，兩側有鋼製圍欄。

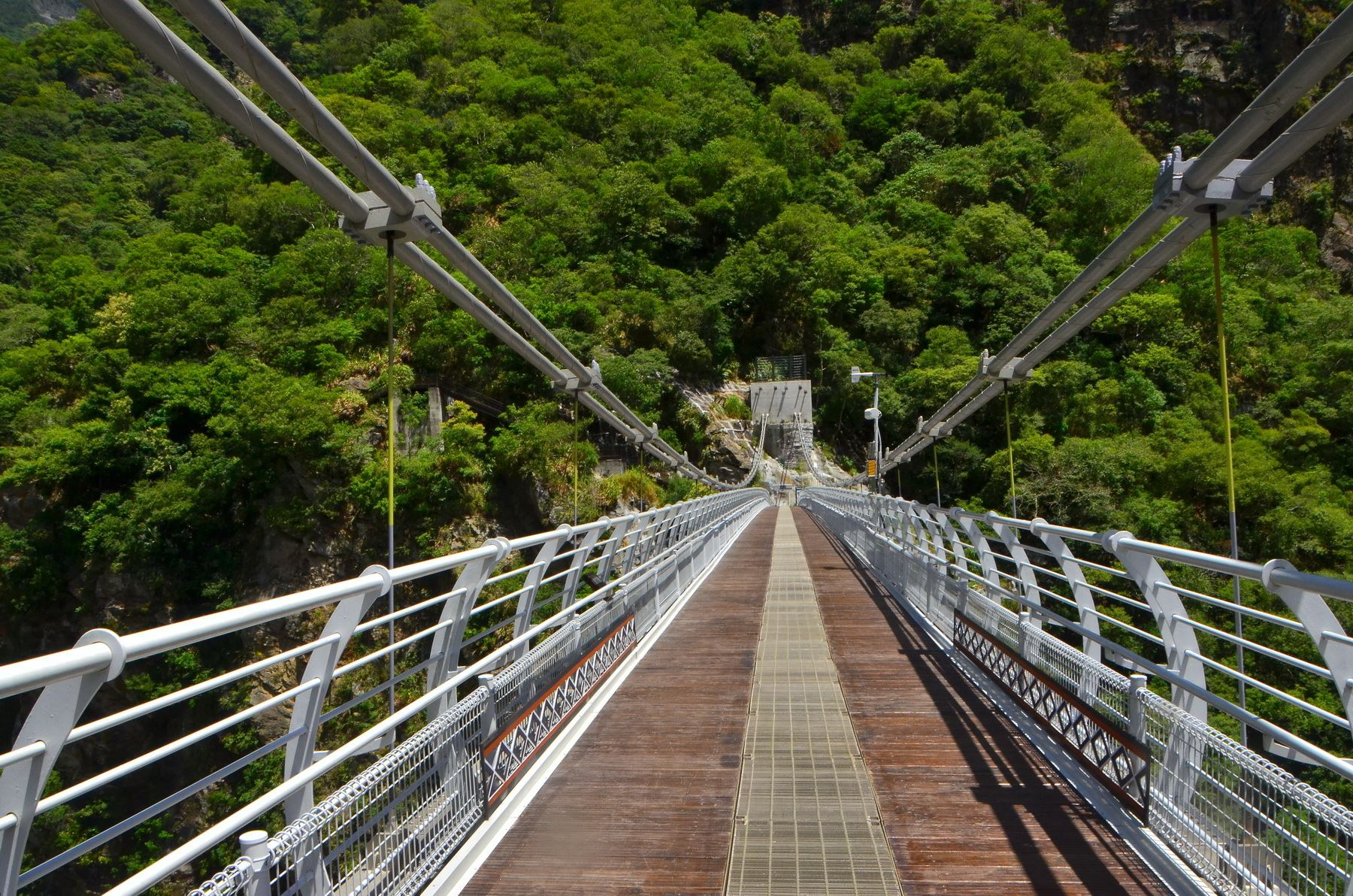
布洛灣吊橋的格柵橋面

由於峽谷風勢大，橋面中間、欄杆皆以格柵設計，以利峽谷風穿越，減少吊橋的震顫，增加穩定性。橋中央的側邊設置有風速計，當風速過大即通知疏散人群。

## 地理

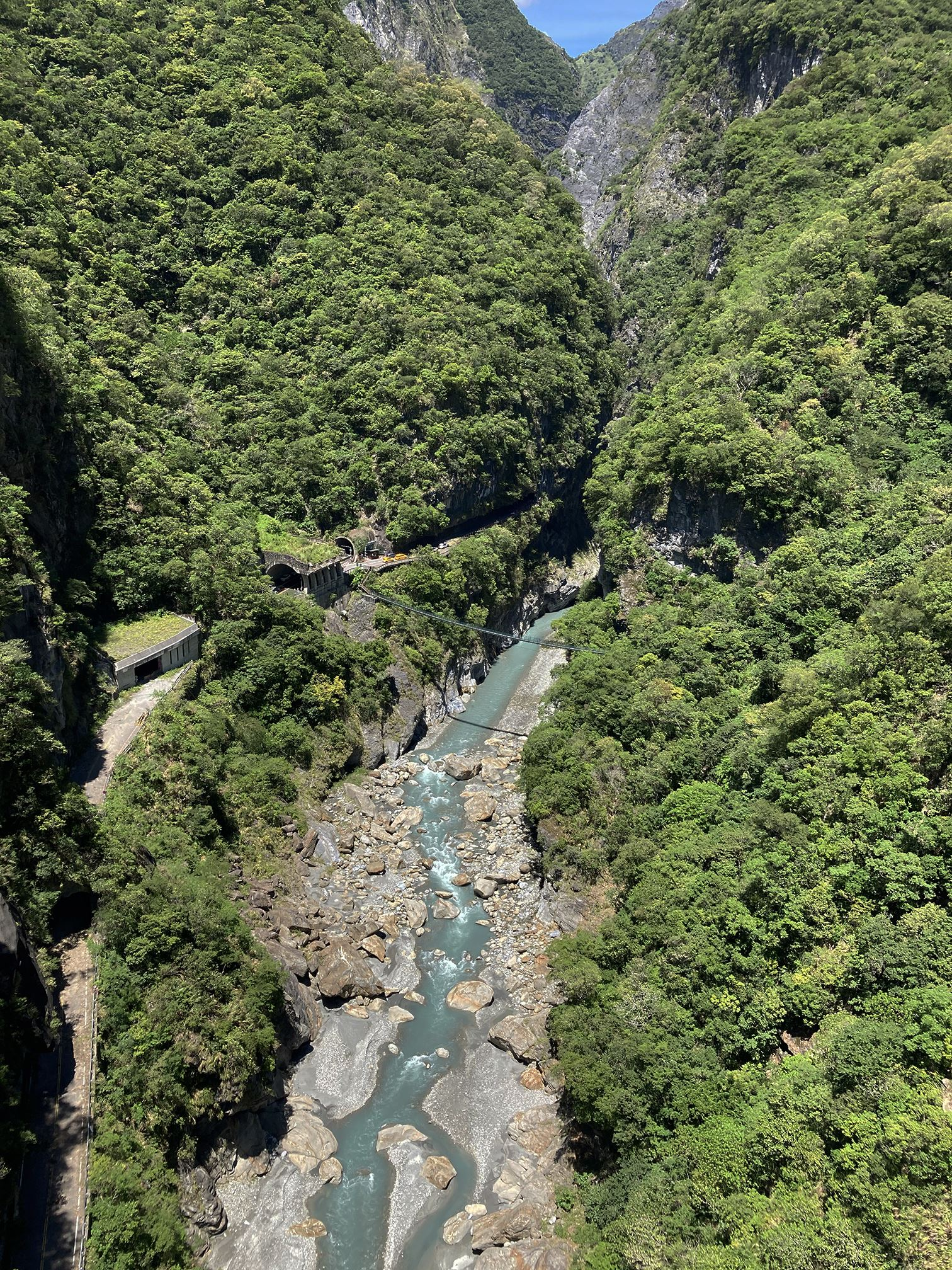
由布洛灣吊橋上眺望錐麓吊橋與燕子口

吊橋位於布洛灣臺地的邊緣，跨越立霧溪峽谷，連接南北兩岸，正好可以觀察燕子口狹窄的大理石峽谷與布洛灣河階臺地。
南側端點布洛灣台地，是立霧溪下游的大型雙層河階地形：下臺地海拔約370公尺，設有布洛灣管理站、步道、涼亭等設施；上臺地海拔約400公尺，設有飯店、餐飲等設施。布洛灣的意思是「回音」，意即當人們站在布洛灣臺地邊緣向燕子口峽谷喊叫可聽到回音。
北側上游方向的巴達岡也是河階台地，早年為太魯閣族部落，後來因颱風損毀而遷移。日治時期，因巴達岡地勢平緩且位處太魯閣出入要口，逐漸有人定居，建設有蕃童教育所、衛生所、駐在所、招待所、俱樂部宿泊所等設施，成為僅次於塔比多（天祥）的重要觀光據點。日治時期結束後聚落逐漸荒廢，1980年代仍有兩戶原住民居住農耕狩獵，現在只留下部分駐在所門柱、部落建築遺跡。

## 歷史

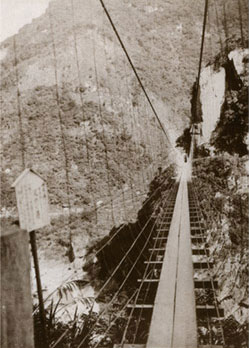
第二代山月吊橋，於昭和五年完工

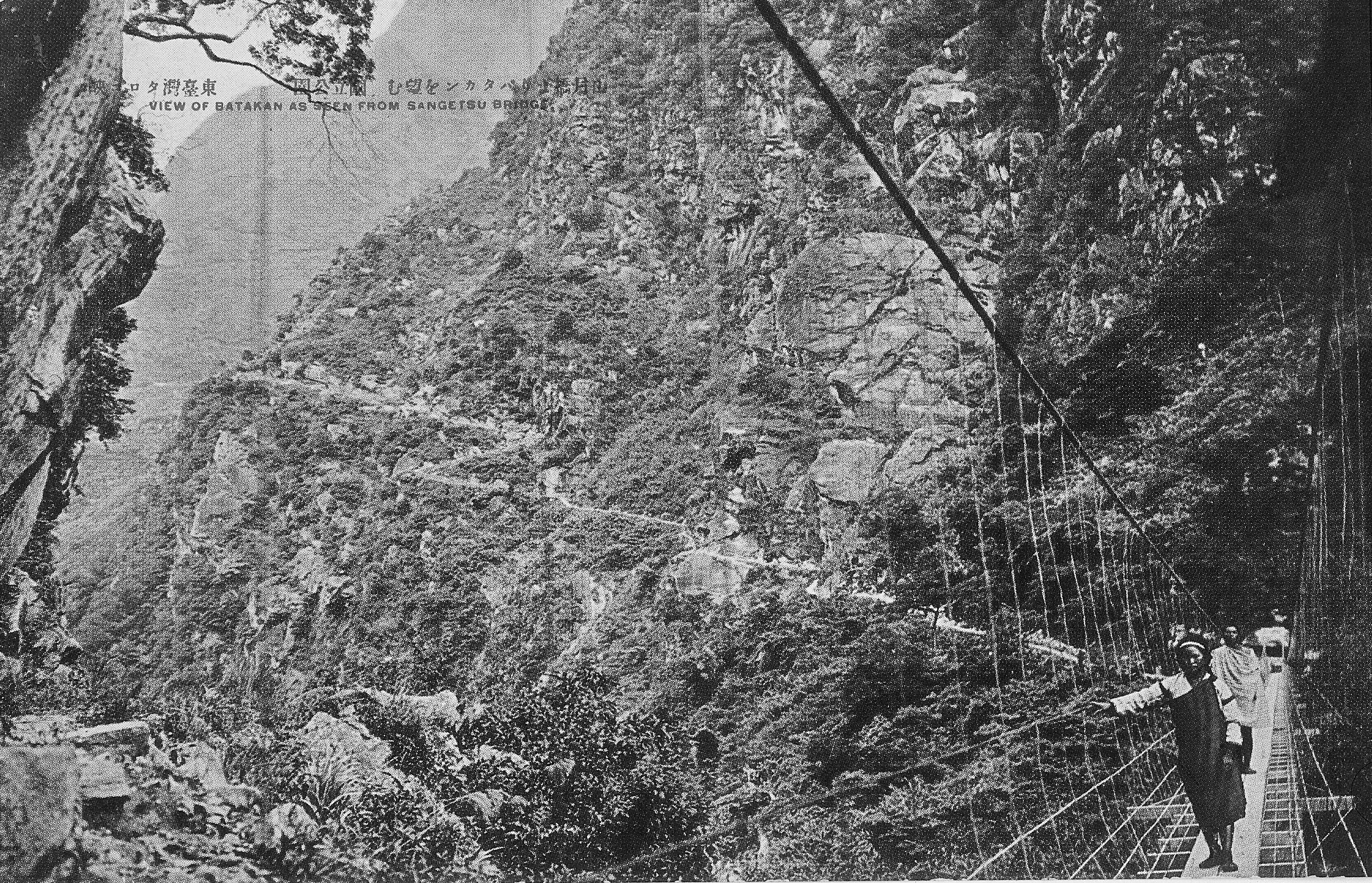
日治時期的山月吊橋與其後的「巴達岡坂電光道路」

大正三年（1914年）太魯閣戰爭期間，臺灣總督府修建警備道路深入各部落，在「新城內太魯閣道路」途中重要的一站布洛灣設置警察駐在所，並修建橫跨立霧溪的第一代山月橋，長154公尺。越過吊橋後可往上游走至巴達岡台地，再經橫切過錐麓斷崖的道路（錐麓古道）到達塔比多（天祥），是通往山區各部落與駐在所的門戶。
昭和五年（1930年），由於「新城內太魯閣道路」登上巴達岡路段需要以木梯攀登，十分危險，遂在北岸的山壁爆破開鑿出永久性的Z字型上升路線「巴達岡坂電光道路」，並搭建第二代山月橋連接南北岸。第二代山月橋於1930年12月20日竣工，橋長達190公尺、高75公尺，是當時太魯閣中最長最高的鐵線橋。昭和九年（1934年），新城內太魯閣道路被納入「合歡越嶺道路」。昭和十五年（1940年），為了開採立霧溪沿岸的金礦，「合歡越嶺道路」東側部份路段拓寬改建為汽車道，以炸山方式開鑿溪畔至塔比多的「產金道路」，第二代山月橋的南岸基礎因炸山施工龜裂而傾倒、拆除，昭和十六年（1941年）8月在原址上游重建第三代山月橋，「產金道路」開通後，山月橋使用率降低。戰後初期政府無力於後山管理，產金道路、山月吊橋連帶荒廢。民國45－49年（1956－1960年），政府沿著原有產金道路基礎開建中橫公路東段，山月吊橋因不在主線上而未被重建。
日治時期，山月橋也有辭職橋的別名，反應了要通過山月橋往巴達岡側派駐的「蕃地警察」內心的掙扎。過了山月橋通往山區的「巴達岡坂電光道路」及「斷崖道路」（錐麓古道），又被稱「離緣坂」、「辭職坂」、「妻返坂」，同樣反映了警察、家眷面對此險路內心無奈的寫照。1927年，太魯閣入選成為「臺灣八景」，而巴達岡駐在所周邊因駐警廣栽櫻花而成花海「巴達岡之櫻」的著名風景，名列日治時期「太魯閣十二景」。
民國79年（1990年），太魯閣國家公園管理處曾預計重建吊橋，因技術無法克服作罷，徒留兩座橋台在布洛灣及巴達岡兩地。

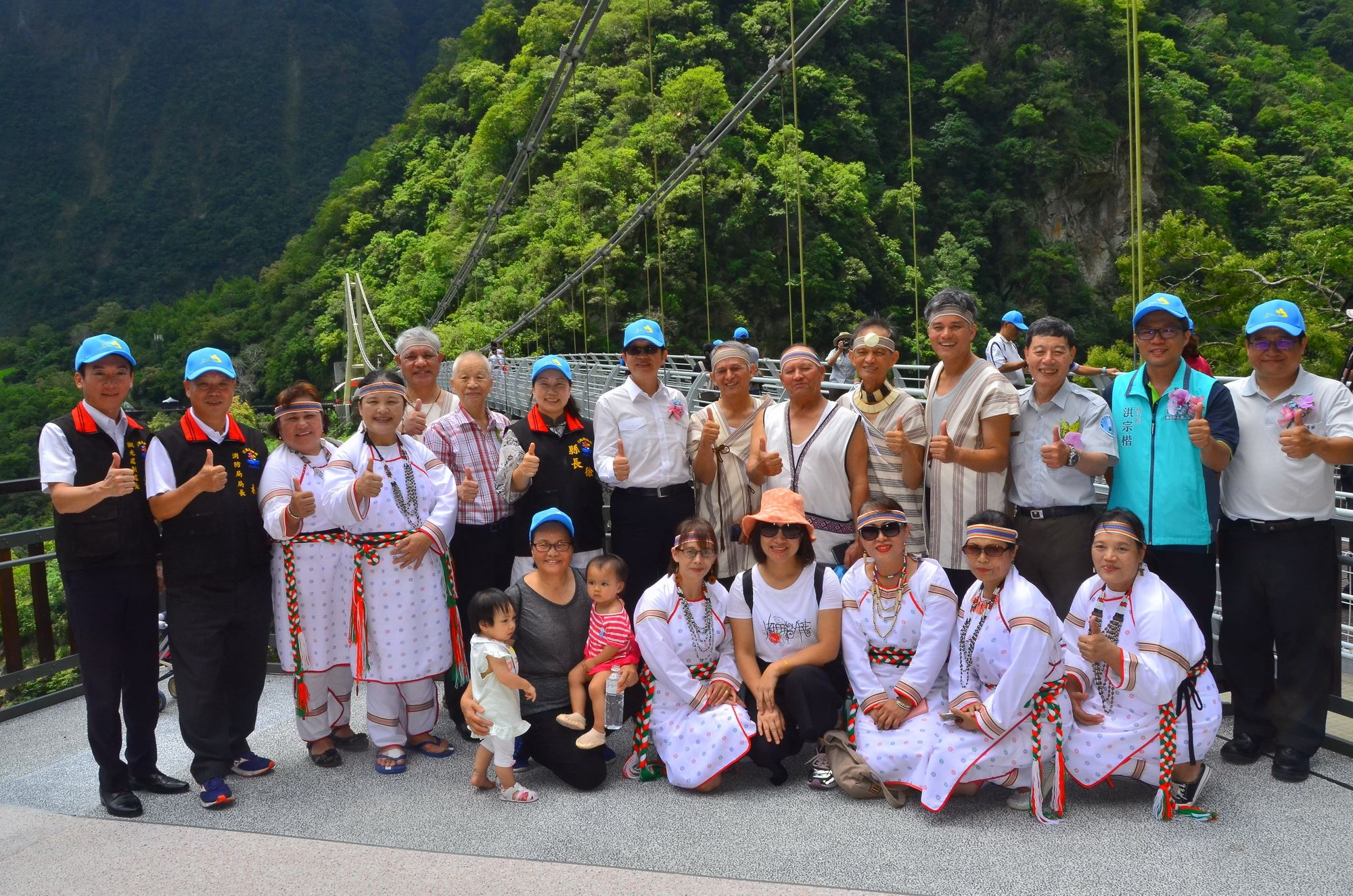
2020年8月12日，太魯閣族人與啟用典禮嘉賓在橋北側觀景台合影

民國103年（2014年）12月，太魯閣國家公園管理處再次辦理吊橋委託設計。確認橋塔及錨碇座基礎位置均屬穩定岩層，以風洞測試克服峽谷風勢確認全橋振動的穩定性與行人舒適性。設計採用高架棧道方式，減少對環境生態的擾動。「山月吊橋工程」因其工程以及設計，獲得民國108年（2019年）「第19屆公共工程金質獎」優等。橋體工程於2019年5月完工，民國109年（2020年）8月12日正式啟用試營運，試營運初期採網路解說預約制度，不提供遊客現場排隊。
民國111年（2022年）初，為尊重部落意願，決議以當地傳統地名冠名，將山月吊橋更名為「布洛灣吊橋」，彰顯當地太魯閣族人的歷史文化。

## 參觀方式
布洛灣吊橋於2020年啟用初期採網路解說預約制度，開放每日9:00、11:00、13:30及15:30共四場，每場開放二百人，每日共800名名額。由於名額太少、預約難度大、無法現場排隊，導致民眾抱怨。因此，太管處修改預約方式，自10月16日起，將每場名額增加至250人，每天開放人數提升為1000人。為了提供現場民眾參觀機會並預防黃牛牟利，自11月18日起改採網路實名制，並將每場次多餘的名額釋出，開放現場民眾候補入場。
2022年9月1日起免預約，可現場排隊參觀。

## 外部連結
- 太魯閣國家公園 （页面存档备份，存于）（繁體中文）
- 山月吊橋（页面存档备份，存于），太魯閣國家公園
- 山月吊橋預約 （页面存档备份，存于），太魯閣國家公園管理處
- 太魯閣國家公園的Facebook專頁